# Roxie Theater
Roxie Theater é um cineteatro de arte em Mission District, San Francisco, no estado da Califórnia, Estados Unidos. Localizado no 3117 16th Street, é conhecido por apresentar em sua programação filmes independentes, desde sua fundação em 1909.
Fundado por Philip H. Doll e operado pela Poppy Theater, também é especializado na reprodução de documentários. Atualmente, Isabel Fondevila, presidente da Artists' Television Access, é a diretora do local.